# Staurastrum bullardii
Staurastrum bullardii là một loài Song tinh tảo trong họ Desmidiaceae, thuộc chi Staurastrum.